# Motley Island
Motley Island är en ö i territoriet Falklandsöarna (Storbritannien). Den ligger i den sydöstra delen av ögruppen, 70 km sydväst om huvudstaden Stanley. 